# Warum sind sie gegen uns?
Warum sind sie gegen uns? ist ein deutscher Spielfilm aus dem Jahre 1958. Der von der Kritik gefeierte Streifen markierte das Regiedebüt des Schauspielers Bernhard Wicki.

## Handlung
Günter ist 20 Jahre jung, ein ungelernter Arbeiter mit proletarischem Familienhintergrund und hat eine Anstellung in einer Gießerei gefunden. Seine Freizeit verbringt er mit einigen Kumpels vom Motorradclub, mit denen er sich zu einer Clique, „Die Sanften“ genannt, formiert hat. Ihr aller Leben sind die „Feuerstühle“ und laute, moderne Musik. Sein gefühlskaltes familiäres Umfeld lässt Günter erschaudern. Sehr viel wohler fühlt sich der Arbeitersohn in der Nähe der nur unwesentlich jüngeren Gisela. Die Angestellte, die sich eher in Künstlerkreisen bewegt, ist die Tochter eines Prokuristen. Von ihr fühlt Günter sich verstanden. Ihr zuliebe vernachlässigt er sogar sein Leben mit den Clubkameraden.
Giselas Eltern hingegen erscheint Günter als nicht gut genug, sie missbilligen den als „nicht standesgemäß“ betrachteten Kontakt ihrer Tochter. Diese versucht, Günter ihren Eltern schmackhaft zu machen, in dem sie ihn eines Tages ohne Vorankündigung mit nach Hause bringt und den Eltern vorstellen will, in der Hoffnung, dass sich ihre beiden Erzeuger von Günters anständigem Charakter überzeugen lassen. Doch was als „Eisbrecher“ gedacht war, läuft nach einer lautstarken und in Beleidigungen ausartenden Auseinandersetzung zwischen dem jungen Mann und Giselas Vater komplett aus dem Ruder. Günter läuft frustriert davon, die Frage steht im Raum: „Warum sind sie gegen uns?“. Die gerade erblühende Beziehung der beiden jungen Leute steht in Frage, und Günter kehrt in seine Welt, zu seinen Kumpels mit ihren Motorrädern und den Musikkneipen zurück.

## Produktionsnotizen
Warum sind sie gegen uns? wurde im Mai 1958 in Mannheim gedreht. Die Uraufführung erfolgte am 14. Oktober 1958 am selben Ort. 
Haro Senft hatte die Produktionsleitung, Hans Terofal die Aufnahmeleitung. Erwin Lehn übernahm die Orchestrierung.

## Auszeichnungen
Der Film erhielt das Prädikat „besonders wertvoll“.
Kameramann Gerd von Bonin erhielt 1959 das Filmband in Silber. Selbige Auszeichnung ging an Regisseur Wicki für seine inszenatorische Leistung in der Sparte „Bester Kultur- oder Dokumentarfilm“.
1959 erhielt Wickis Erstling den Deutschen Jugendfilmpreis. Weitere Auszeichnungen gab es 1959 bei den Filmfestspielen von Edinburgh sowie 1962 bei den Filmfestspielen in Cannes (Ehrendiplom).

## Kritiken
„Der Film ist in vielen Einzelheiten bewußt provozierend, zwingt aber gerade dadurch zum Nachdenken und zur Diskussion. Er redet unaufdringlich sowohl der Jugend als auch den Erwachsenen ins Gewissen, ohne auf jede Frage eine Antwort parat zu haben. (...) In diesem seinem ersten Film, den Wicki ohne kommerzielle Rücksichten drehen konnte, zeigt er, daß er ein eigenwilliger und vielversprechender Regisseur ist.“

„Die Fabel verläuft geradlinig wie die einer Short Story. Sie erzählt von der kurzen, unerfüllten Begegnung zweier junger Menschen, die durch die Verhältnisse auseinandergebracht werden.“

„Ein Jahr bevor er mit seinem aufsehenerregenden Antikriegsfilm Die Brücke (1959) einen ganz neuen Ton im deutschen Kino der 50er Jahre anschlug, legte der als Schauspieler bereits berühmte Bernhard Wicki (1919–2000) seinen kleinen, aber höchst bemerkenswerten Debütfilm Warum sind sie gegen uns? vor. Auf die damalige Welle von Halbstarken-Filmen, in denen die Rebellion junger Leute stets mit Kriminalität und sexuellen Trieben einher ging, antwortet Wickis Film auf nachdenkliche Weise: Auch hier geht es um eine Clique, um Motorräder und Konsumfantasien. Doch bereits der Filmtitel Warum sind sie gegen uns? signalisiert, dass nicht eine spekulative Neugier befriedigt, sondern die Sicht der Protagonisten selbst vorgestellt wird. Dass der Film auf eine Initiative des Instituts für Film und Bild in Wissenschaft und Unterricht hin entstand, mag Misstrauen erwecken, doch Wicki gelang es, auch stilistisch neue Akzente zu setzen und Dokumentarisches und Fiktionales zu verbinden. Ungewöhnlich ist insbesondere die stets mobile, gelegentlich verspielte Kameraarbeit von Gerd von Bonin, einem früheren Dokumentarfilmer, der auch Die Brücke fotografierte, mit Will Tremper zusammenarbeitete und den ersten Kurzfilm von Roland Klick produzierte.“

„Die Kamera ist sensibel und ambitioniert geführt, – und man verzeiht ihr, wenn sie bisweilen an prominenten Filmbeispielen ”abgesehen” hat.“

„Wickis eindrucksvolle Dokumentation zeitgemäßer Jugendprobleme Ende der 50er Jahre. Im Rahmen einer Spielhandlung wird das angespannte und gestörte Verhältnis von zwei jungen Menschen zueinander und zur Erwachsenenwelt beleuchtet. Der offene Ausgang ist als Diskussionsanreiz bewußt einkalkuliert.“